# Ilhéu de São Jorge
O ilhéu de São Jorge é um ilhéu em frente à freguesia de São Jorge, no município de Santana, no arquipélago da Madeira, Portugal.